# Eu Sarau - Parte 2
Eu Sarau - Parte 2 é o segundo álbum ao vivo do cantor brasileiro Marcos Almeida, gravado em outubro de 2015. O repertório contém canções inéditas e regravações de sua ex-banda em formato acústico com violão, bateria e piano, todos tocados por Marcos. Diferentemente de Eu Sarau - Parte 1, lançado em fevereiro de 2016, a segunda parte traz canções menos intimistas que, segundo Marcos, são "canções de rua".

## Faixas
Todas as letras e músicas por Marcos Almeida, exceto onde indicado.
1. "Dança" (Marcos Almeida e Lorena Chaves)
2. "Branca"
3. "Hoje Tem Guerra"
4. "Deus, Onde Estás?"
5. "Amor que nos Faz Um"
6. "Minha Menina"
7. "Rookmaaker"
8. "Rio Torto"
9. "Partiu"

## Ficha técnica
Abaixo listam-se os músicos e técnicos envolvidos na produção de Eu Sarau - Parte 2:
- Marcos Almeida - vocais, violão, guitarra, bateria, teclado, arranjos
- Vinícius Andrade - produção musical
- Jordan Macedo - captação de áudio, mixagem e masterização
- Wesley Santos - roadie e técnico de gravação
- Thiago Balbino - técnico de gravação
- Gabriel Telles - fotografia de capa
- Paulo Campos - fotografias